# Scorțaru Nou
Scortaru Nou là một xã thuộc hạt Brăila, România. Dân số thời điểm năm 2002 là 1505 người.